# Equivale all'immenso
Equivale all'immenso è un singolo del cantautore italiano Nesli, il primo estratto dal nono album in studio Kill Karma e pubblicato il 27 maggio 2016.

## La canzone
Seconda traccia dell'album, il brano ha come tema principale la fede ed è stato descritto dal cantautore come «la perfetta canzone pop con strofa e ritornello ossessivo. Il brano parla dell'ispirazione che per me "equivale all'immenso" perché passa per l'aspetto spirituale.»

## Video musicale
Il videoclip è stato diretto da Luca Tartaglia, già collaboratore di Nesli per la regia del videoclip del brano La fine, è stato pubblicato il 25 maggio 2016 attraverso il canale Vevo del cantautore.
Il relativo dietro le quinte è stato diffuso in esclusiva da ANSA a partire dal 14 giugno dello stesso anno.